# Purasari
Purasari is een bestuurslaag in het regentschap Bogor van de provincie West-Java, Indonesië. Purasari telt 11.785 inwoners (volkstelling 2010).